# Andreas Dithmer
Andreas Frederik Dithmer (* 1. August 2005 in Kopenhagen) ist ein dänischer Fußballtorwart. Er spielte in seiner Jugend beim FC Kopenhagen und steht zurzeit in den Niederlanden beim FC Utrecht unter Vertrag. Dithmer ist zudem dänischer Nachwuchsnationaltorwart.

## Karriere

### Verein
Andreas Dithmer wechselte im Alter von 13 Jahren von Hellerup IK in die Fußballakademie des FC Kopenhagen. Im Januar 2024 ging er auf Leihbasis in die Niederlande zum FC Utrecht. Dithmer spielte am 12. Februar 2024 bei der 1:2-Niederlage der Zweitvertretung der Utrechter im Zweitligaspiel gegen die zweite Mannschaft von AZ Alkmaar erstmals im Profibereich. Es dauerte nicht lange, da war er schnell Stammtorwart geworden und verpasste insgesamt nur drei Einsätze. Im Sommer 2024 brach Andreas Dithmer gänzlich seine Zelte in Kopenhagen ab und wechselte endgültig nach Utrecht, wo er einen Vertrag mit einer Laufzeit bis Mitte 2026 erhielt.

### Nationalmannschaft
Andreas Dithmer ist nicht nur im Vereinsfußball aktiv, sondern ist auch Nachwuchsnationaltorhüter seines dänischen Herkunftslandes und stand im Kader der Altersklassen U17, U18 und U19. Mit der letztgenannten Mannschaft nahm er an der U19-Europameisterschaft 2024 in Nordirland teil und schied dort als Gruppenletzter aus. Dabei kam er lediglich im letzten Gruppenspiel gegen die Türkei zum Einsatz.